# Naryn (rejon zaigrajewski)
Naryn (ros. Нарын) – wieś (ułus) w Rosji, w Buriacji, w rejonie zaigrajewskim. W 2010 liczyła 219 mieszkańców.